# Museo de la iglesia de San Juan de Dios (Murcia)
El museo de la iglesia de San Juan de Dios de Murcia (Región de Murcia, España) es una de las sedes del Museo de Bellas Artes de Murcia (MUBAM) que acoge una importante colección de imaginería religiosa desde el s. XV al s. XX. La antigua iglesia, datada en el siglo XVIII, se encuentra situada en las cercanías de la Catedral, en una plaza tradicional del casco antiguo de la ciudad. La iglesia formaba parte del conjunto hospitalario de San Juan de Dios, que previamente fue hospital templario, y primigeniamente el Alcázar Mayor de la ciudad, del que se exhiben valiosos restos en el subsuelo.

## Historia del edificio
El Alcázar Mayor de Murcia
La historiografía tradicional (con posterior confirmación a través de excavaciones arqueológicas) ya planteaba la existencia en época islámica de un amplio complejo palatino-militar o alcazaba (qasaba) en esta zona de la ciudad, en cuyo interior se alzaba tanto el palacio o el espacio oficial destinado al monarca o gobernador (qasr), así como un pequeño oratorio, baños y una rawda o panteón, al igual que otros edificios vinculados a la corte.

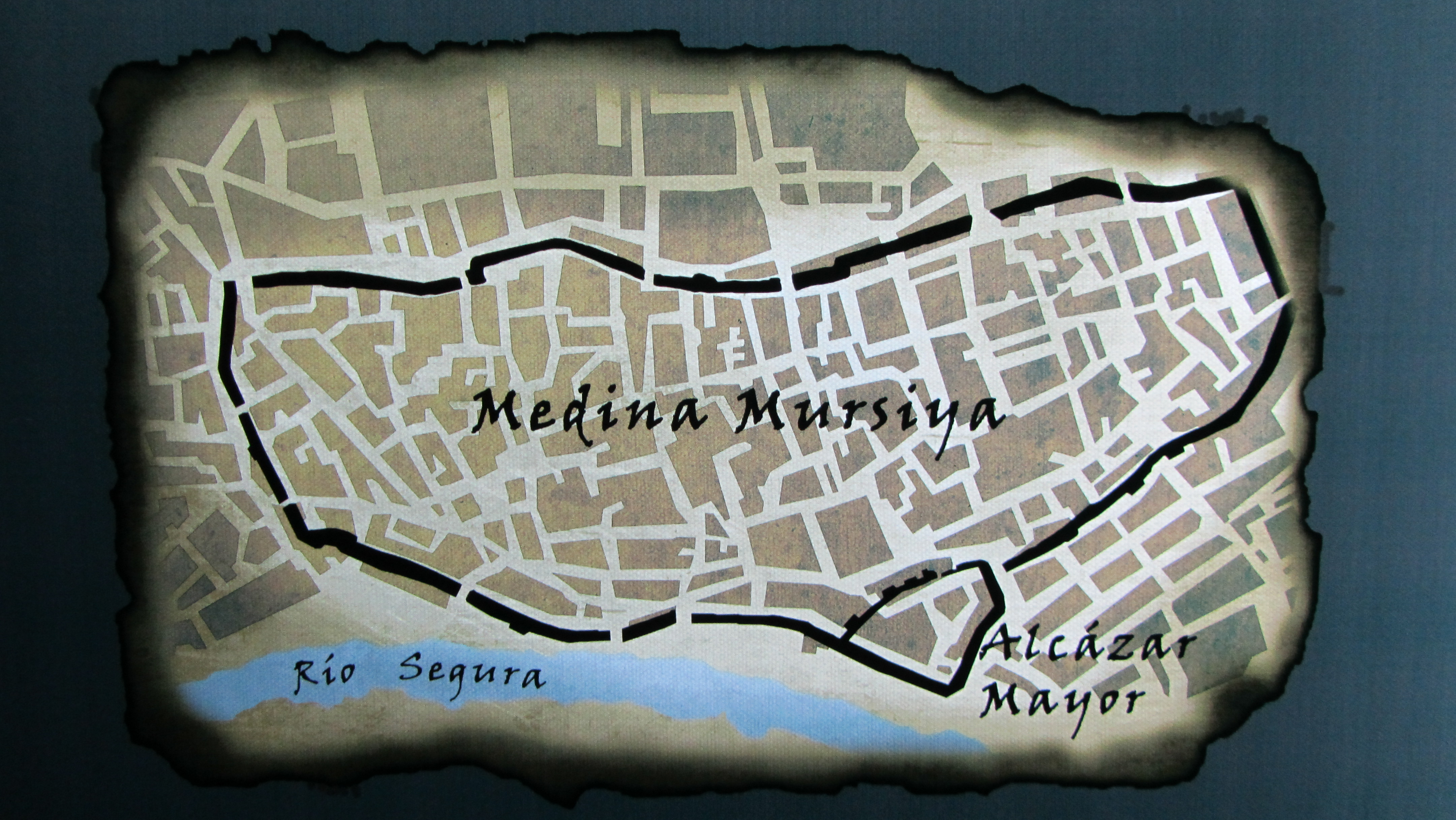
Imagen de la disposición del Alcázar Mayor con respecto a la medina medieval de Murcia y sus arrabales

Tras la firma del Tratado de Alcaraz en 1243, la ciudad de Murcia y su reino pasaron a ser un protectorado castellano. Como consecuencia, el infante Alfonso (futuro Alfonso X) hizo entrada en la ciudad el 1 de mayo del mismo año, tomando posesión del Alcázar Mayor, mientras que los miembros de la familia real musulmana (que todavía figuraban como reyes de Murcia) se trasladaron al Al Qasr al-Sagir (Alcázar Menor), sito en el arrabal de la Arrixaca.
Según señala la tradición, fue en ese momento cuando dentro del recinto del Alcázar Mayor, sede de la guarnición castellana tras el tratado de Alcaraz, el infante Alfonso mandó construir el primer templo cristiano de la ciudad, antecesor del actual, sobre el oratorio del Alcázar (cuyos restos se encuentran en el subsuelo). Conjunto que sería entregado por Jaime I al adelantado mayor de Murcia, Alfonso García de Villamayor, cuando el monarca aragonés sofocó la sublevación mudéjar murciana en 1266, dándose por terminado entonces el régimen de protectorado, aplicándose el derecho de conquista sobre la ciudad.

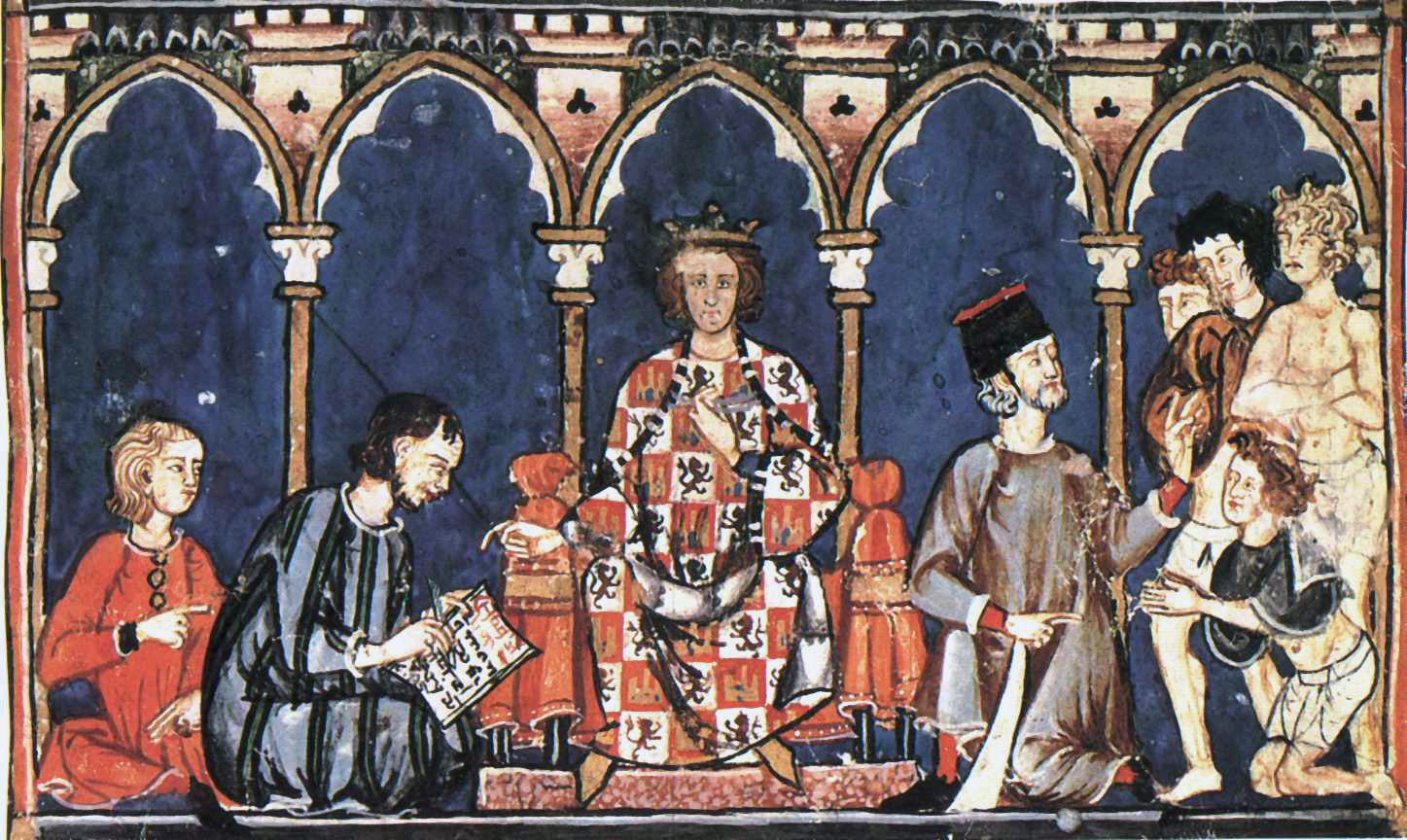
Alfonso X el Sabio, monarca que ordenó enterrarse en este templo

Sin embargo, existe otra datación del origen de la iglesia con base en documentación medieval, según la cual, a través de un privilegio fechado en 1277, Alfonso X habría mandado levantar con anterioridad a ese año una iglesia en el "alcaçar", posiblemente donde ya en 1272 se menciona como lugar en que cada sábado acudía un clérigo de las diferentes parroquias de Murcia para celebrar misa.
En el citado privilegio, el rey Sabio ordenaba el traslado del Monasterio de Santa María la Real –que había sido fundado por él– desde Cartagena al propio Alcázar, al que debió integrarse la iglesia existente.
Las preferencias del monarca castellano por este templo llegaron a tal punto que fue aquí donde quiso ser enterrado siguiendo los dictados de su testamento fechado en 1284.

E pues Dios quiere que nuestras debdas sean cunplidas, e pagadas e cunplidas las mandas, que el nuestro cuerpo sea enterrado en nuestro monesterio de Sancta María la Real de Murcia

Sin embargo, en su testamento especificaba que si finalmente no podía ser enterrado en Murcia, que sus entrañas fueran sacadas y enviadas a esta iglesia. Donde finalmente no solo reposaron las entrañas del monarca, sino también el corazón que en un principio quiso enviar a Tierra Santa.

Mandamos otrosi que cuando sacaren el nuestro corazon para llevarlo a la Sancta tierra de Ultramar, segund que es ya dicho, e que saquen lo otro de nuestro cuerpo e lo lleven a enterrar al monesterio de Sancta Maria la Real de Murcia

Pese a los deseos de Alfonso, el monasterio cisterciense de Santa María la Real fue destruido durante el reinado de su sucesor, Sancho IV de Castilla, perviviendo tan solo la iglesia y sus posesiones extramuros, que fueron donadas a la diócesis de Cartagena, volviéndose a integrar al alcázar.
De alcázar a hospital templario
Los templarios, regidores del templo con posterioridad, instalaron en parte del mismo las dependencias de un hospital, iniciándose la actividad asistencial en este solar de forma continuada desde el siglo XIV, convirtiéndose en la más importante institución hospitalaria de la ciudad hasta mediados del siglo XX.
En 1314, tras la disolución de los templarios, los caballeros de la Orden de Calatrava fueron los que se hicieron cargo del Alcázar, de la iglesia así como del Hospital. A partir de entonces sus funciones como alcázar fueron decayendo, por lo que a comienzos del siglo XV, Enrique III de Castilla ordenó la construcción de una nueva fortaleza en otro punto del frente sur de la ciudad, próximo igualmente al río Segura, pero más hacia el oeste. Del complejo llamado Alcázar Nuevo solo queda actualmente en pie el Palacio de la Inquisición.
En 1525, los restos de Alfonso X fueron trasladados a la Catedral por petición del concejo de la ciudad y por orden del emperador Carlos V, tras descansar durante 241 años en esta iglesia.
El Hospital de San Juan de Dios
En 1617, el concejo de Murcia y el cabildo catedralicio, patronos del hospital, entregaron el mismo a los hermanos de la Orden de San Juan de Dios para su administración y gobierno. Por este motivo, la iglesia comenzó a denominarse como la de "San Juan de Dios" aunque su principal culto (de ahí que presida el altar mayor) siguiera siendo la de Santa María la Real de Gracia y del Buen Suceso, como lo es desde la fundación alfonsina.

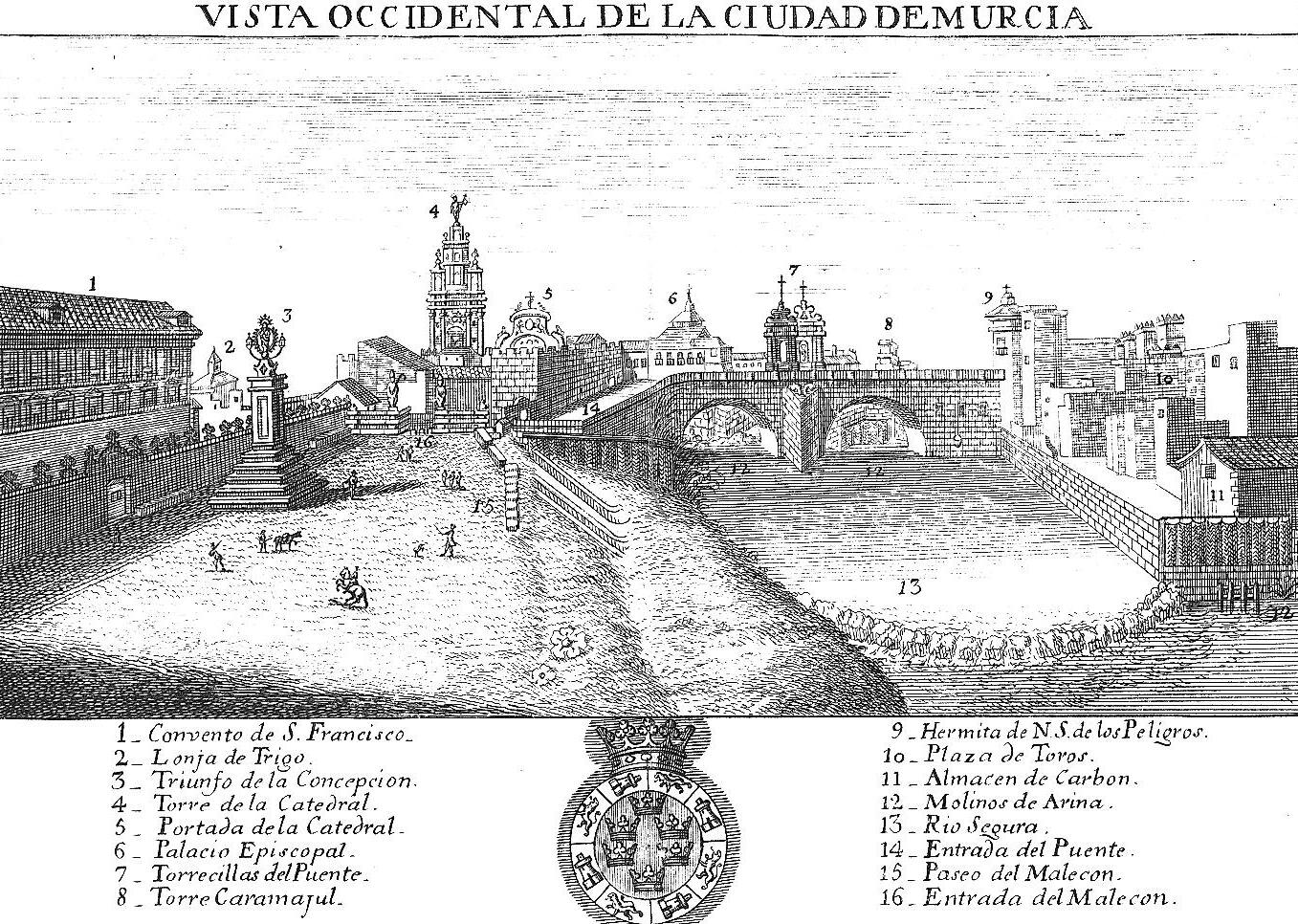
Vista occidental de la ciudad de Murcia en 1778, donde aparece la torre de Caramajul del antiguo alcázar Mayor

En el 1764 el racionero mayor de la Catedral, Don José Marín y Lamas, sufragó el derribo de la iglesia primitiva para edificar la que conocemos hoy, terminada en el 1781 y que se convertiría en joya de la arquitectura rococó, obra de Martín Solera.
En 1785 se realizaron algunas reformas en las fachadas exteriores del hospital que amenazaban ruina. En 1786, la torre de Caramajul, torre posiblemente albarrana, último vestigio que pervivía del antiguo alcázar y que aparece reflejada en la vista de Murcia de Bernardo Espinalt de 1778, fue demolida para ampliar el Hospital de San Juan de Dios.
El templo de San Juan de Dios siguió siendo la capilla del hospital aunque éste pasó a estar regentado por el concejo y la extinta Diputación Provincial de Murcia en la década de 1830, tras la desamortización. 
Así seguiría hasta comienzos de la década de 1950, cuando el hospital se trasladó a un nuevo edificio en el barrio de Vistabella y el antiguo inmueble del centro sanitario se demolió para dar paso a la nueva sede de la Diputación Provincial (edificio que hoy aloja la Consejería de Economía y Hacienda del Gobierno regional murciano), obra de Enrique Sancho Ruano de 1962, y el edificio del Gobierno Civil (actual Delegación del Gobierno en la Región de Murcia), obra de Francisco Prieto Moreno de 1954. De esta forma, la iglesia es la única parte del conjunto anterior que permanece en pie.
Desde 1957, el templo de San Juan de Dios es sede de la Cofradía de la Salud, que desfila en procesión la noche del Martes Santo.
Iglesia-museo
En 1980 fue declarada Bien de Interés Cultural. En 1996, la Consejería de Educación y Cultura acometió la rehabilitación de la iglesia dándole una función museística.
Desde 1999 también es sede de la Cofradía del Yacente, que desfila en la tarde del Sábado Santo.
La Iglesia de San Juan de Dios ha sido parcialmente desacralizada y es hoy el lugar donde se expone la colección de imaginería religiosa murciana del siglo XV al XIX del MUBAM, así como la colección de esculturas de Juan González Moreno propiedad de la Comunidad Autónoma además de los restos del Alcázar musulmán en el subsuelo.

## Arquitectónica
La iglesia tiene una curiosa planta elíptica disponiendo la puerta de acceso por uno de los lados mayores de la elipse y el altar mayor en el opuesto. Esta disposición se debe a que la iglesia fue concebida como un espacio sacro a modo de gran sagrario donde se veneraba la eucaristía, representada en la bella custodia del templo, que cuenta con un tratamiento escenográfico preferencial. La primitiva custodia fue legada por José Marín y Lamas en su testamento (1764).

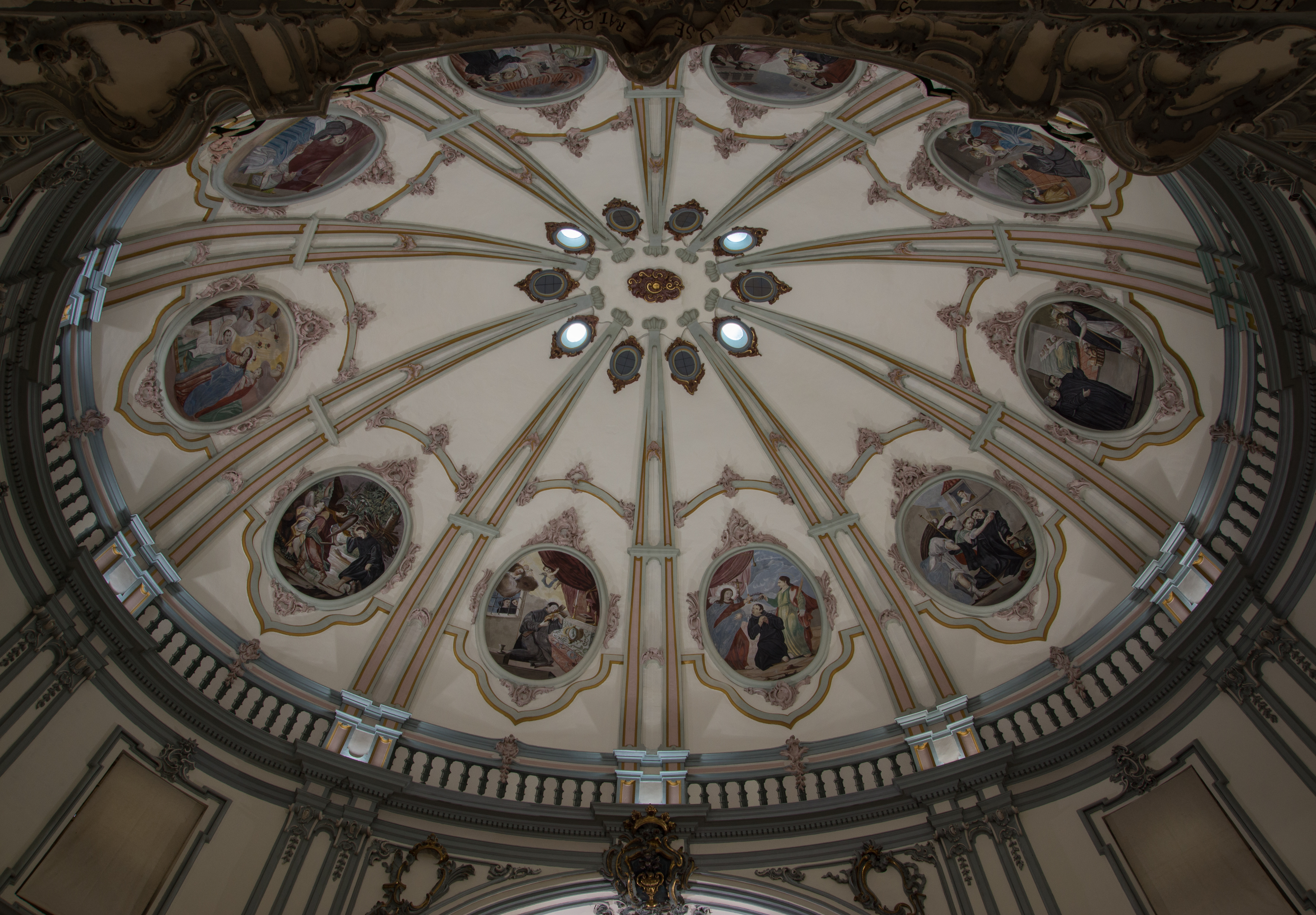
Interior de la cúpula de la iglesia, con pinturas sobre la vida de San Juan de Dios

Ocho son los pilares que sostienen la cubierta, y adosados a los seis más próximos al altar mayor se encuentran las esculturas de San Isidoro, San Fulgencio, Santa Florentina, San Leandro, San José y San Bernardo, todas ellas del escultor Pedro Jugán. Entre los pilares se disponen 6 capillas intercomunicadas de planta trapezoidal y el correspondiente altar mayor semicircular.

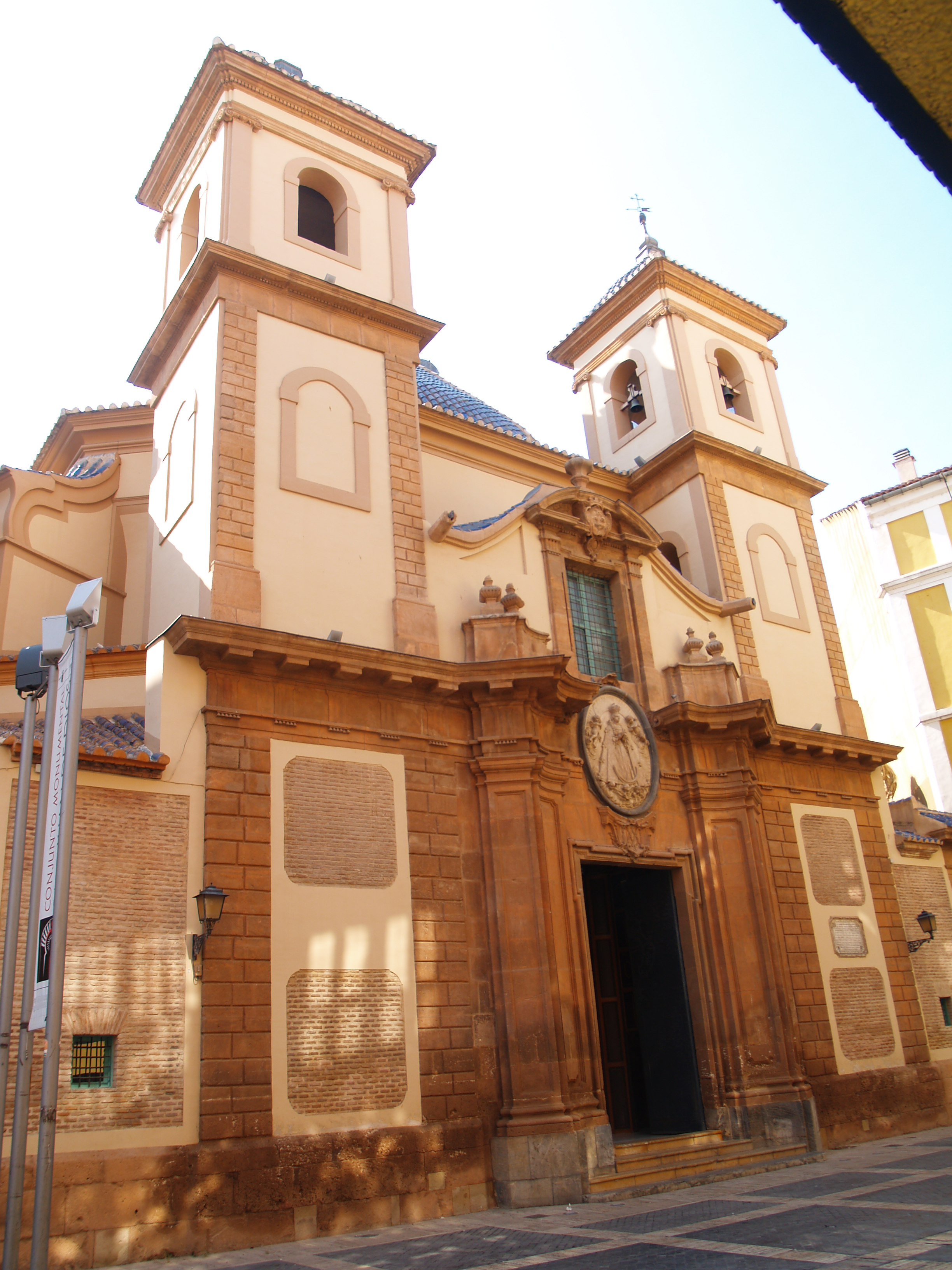
Fachada de San Juan de Dios, diseñada por Martín Solera

La traza de la iglesia es realmente curiosa y diferente al resto de templos murcianos, muy influenciada por la estética de Bernini en San Andrés del Quirinal. Tanto la estructura como la distribución de las capillas y muy especialmente la rica decoración rococó, hacen de esta iglesia una auténtica joya.
El sistema decorativo cuenta con un repertorio extenso de motivos en yeso y estuco, rocalla, molduras y cornisas siguiendo un determinado sistema espacial marcado por contrafuertes y pilastras que cierra en una gran cúpula sobre tambor decorada con pinturas que representan distintos episodios de la vida de San Juan de Dios, obra de Agustín Navarro.
En cuanto a la fachada, está flanqueada por dos torres de base cuadrada y tres cuerpos. Las esquinas de las torres presentan almohadillado de piedra para reforzar, combinado con la decoración de ladrillos vistos enmarcados por placas de yeso, elementos éstos muy característicos en las construcciones murcianas del siglo XVIII.
En la portada vemos pilastras dóricas dispuestas de forma oblicua, retropilastras y entablamentos curvos, lo cual genera esa sensación de movimiento en planta en la línea del barroco más depurado, en su transición al rococó, que se extendió por Murcia tras las obras del imafronte de la Catedral de Santa María. La cornisa partida alberga un medallón ovalado con la imagen de Santa María la Real de Gracia y Buen Suceso, titular de la primitiva iglesia. En el segundo cuerpo, y justo encima del medallón, se abre una gran ventana que sirve para iluminación natural del coro, rematada por un frontón triangular curvo. La ausencia de decoración en el resto de la fachada anunciaría la desnudez ornamental del neoclasicismo, cuyos primeros ejemplos en la ciudad se estaban construyendo por aquel entonces.

## Secciones del museo
- La iglesia:

Las seis capillas radiales cobijan seis retablos pictóricos de arquitectura fingida, obra del italiano Paolo Sístori (siglo XVIII).

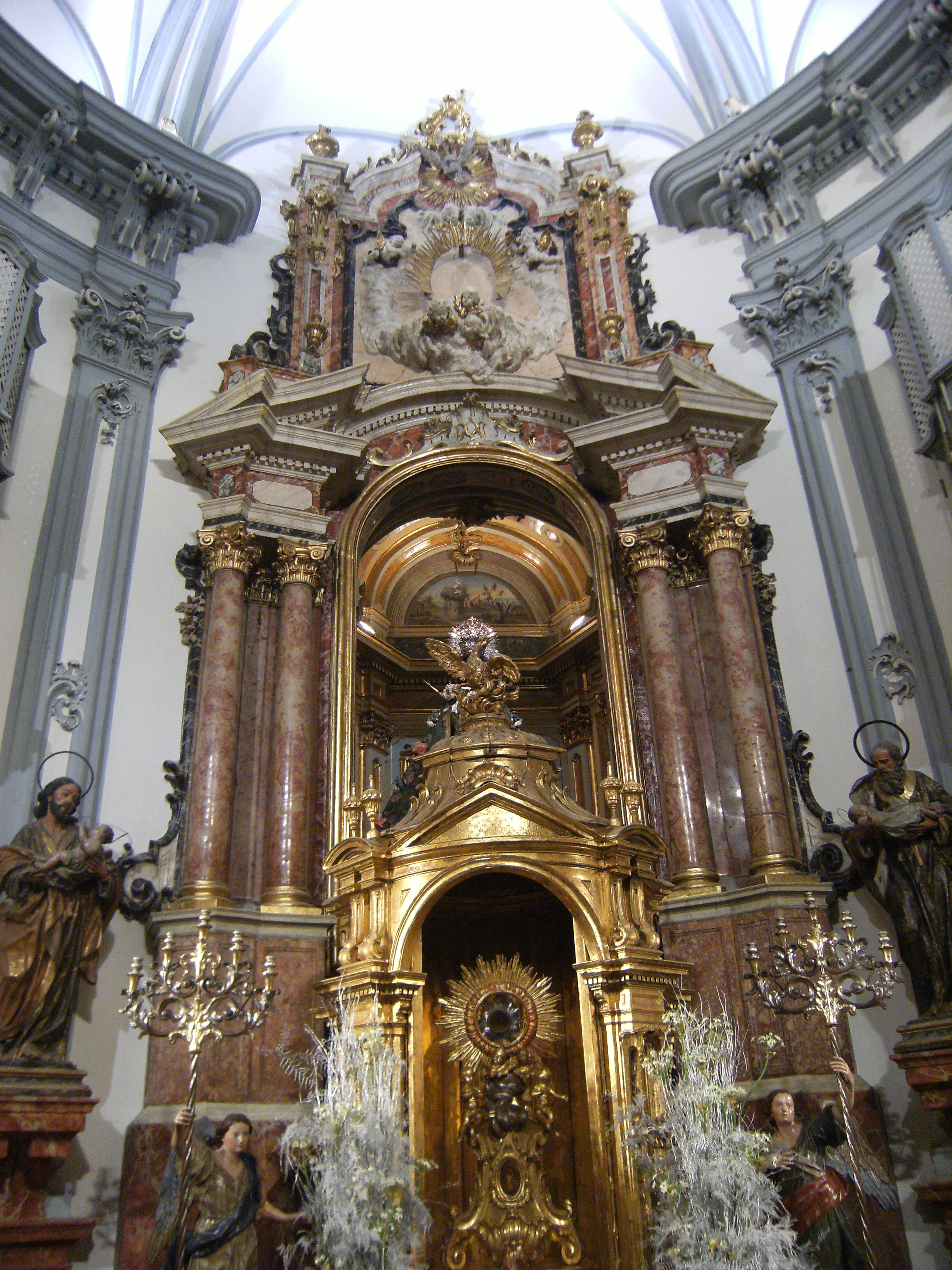
Retablo rococó del altar mayor de San Juan de Dios

Dentro del patrimonio de la iglesia-museo destacan diferentes esculturas: tallas anónimas como una Asunción del XVI, un Ecce Homo y un Cristo Resucitado atribuidos a Cristóbal de Salazar, originarios del anterior retablo mayor de la iglesia, de comienzos del XVII; mismo siglo que la imagen de San Juan de Dios y La Dormición de la Virgen. Del XVIII ya es la Virgen de las Angustias, así como un destacado San Rafael Arcángel atribuido a Francisco Salzillo y otras imágenes del mismo autor (como San José con el Niño o San Joaquín con la Virgen Niña).
También se pueden contemplar en la iglesia-museo las tres imágenes titulares de las dos cofradías que tienen sede en ella, el Santísimo Cristo Yacente de Diego de Ayala (1570), Nuestra Señora de la Luz en Su Soledad del taller de Pedro de Mena del siglo XVII, y el Santísimo Cristo de la Salud, anónimo de finales del siglo XV o comienzos del siglo XVI, atribuida a Gutierre Gierero, que es la talla más antigua que procesiona en la Semana Santa de Murcia y que se le conoce así por haber estado en el antiguo Hospital de San Juan de Dios.
El retablo mayor está realizado en ricos mármoles; pedestales de piedra, de las canteras de Mula, y columnas en jaspe 'manchado de rojo', pilastras, capiteles, tímpanos y doble frontón partido. Sus trazas también se atribuyen a Martín Solera, que se inspiró en obras del tratado del Padre Pozzo. El camarín es de planta cuadrada con esquinas achaflanadas, y está presidido por la antigua imagen de Santa María la Real de Gracia y Buen Suceso, originaria del siglo XVI pero adaptada a la estética barroca en el XVIII.
En posición preferente delante del retablo mayor se encuentra un tabernáculo que guarda una rica custodia diseñada por Salzillo, procedente de la iglesia del Colegio de San Esteban y que sustituye a la que donó Marín y Lamas de oro, brillantes y piedras preciosas robada durante la Guerra de la Independencia, también debida a Salzillo, del cual son los Ángeles Turiferarios situados a los lados (datados en 1764). En la base del tabernáculo existe una celda, tal y como propuso Marín y Lamas en su testamento. Dicha celda debía ser ocupada por un religioso que estuviera al servicio y vigilancia de la valiosa custodia.
- El legado de Juan González Moreno

Otra sección del Museo es la que se dispone en el coro y el deambulatorio, donde se muestra el legado del escultor Juan González Moreno, colección que el artista donó a la comunidad autónoma de la Región de Murcia en 1996, poco antes de su muerte. El conjunto expuesto lo forman tanto esculturas (de variada temática y tamaños), como dibujos y utensilios del taller del que fue el mejor escultor murciano del siglo XX.
- Alcázar musulmán

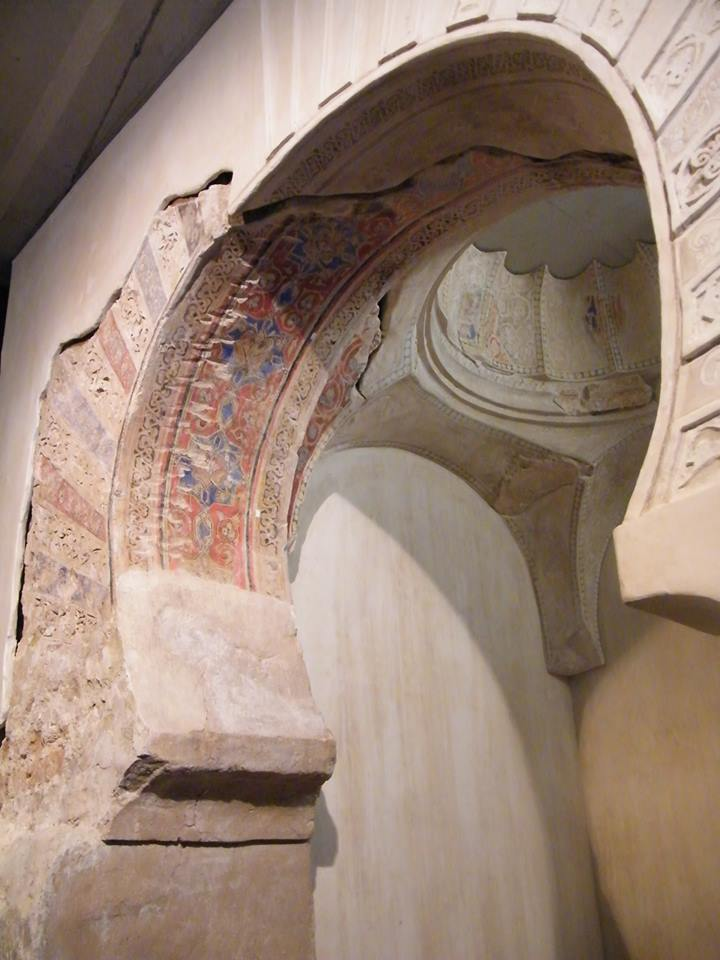
Detalle del mihrab del oratorio del alcázar Mayor de Murcia.

La tercera y última sección son los valiosísimos restos arqueológicos del antiguo alcázar Mayor que se encuentran en la planta baja del Museo. Se trata de un lienzo de la muralla exterior del alcázar de 30 metros de longitud, y fundamentalmente los restos de un oratorio y un panteón real.
Del oratorio destacan el muro de la quibla, el arco lobulado del mihrab y la bóveda que coronaba el mismo, con su rica policromía y decoración originales, con dovelas en rojo, azul y tallados vegetales y geométricos del siglo XII. Decoración que fue recubierta en yeso por los almohades tras tomar la ciudad en 1172, pero que ha podido ser recuperada. Se conserva además hasta cinco pilastras que se cree que podrían ser los elementos de sustentación de la sala de rezos.
En el panteón o rawda se pueden contemplar los restos de nueve tumbas de estructura tumular, tres de adultos, cuatro de niños y dos de recién nacidos, que se encontraban intactas y conservaban la maqabriya. Los arqueólogos especulan que podrían ser todos miembros de una misma familia, probablemente la de un alto dignatario de la corte de la Murcia musulmana.
Del alcázar Mayor musulmán de Murcia quedan otros restos fuera del recinto de San Juan de Dios. En concreto, se trata de un tramo de muralla exterior localizado en los bajos comerciales de los números 18 y 22 de la plaza Apóstoles.

## Otras actividades
En la iglesia también se realizan otros actos, generalmente conciertos de música de cámara (hay un programa completo cada temporada).

## Horario
- De martes a sábados: 10.00 - 13.30 y 17.00 - 20.00
- Domingos y festivos: 10.00 - 13.30
- Lunes: cerrado